# Dent de Burgin
La dent de Burgin ou Croix des Verdons est une montagne proche de la station de ski de Méribel en Savoie, en France. Elle se situe dans le massif de la Vanoise. Elle culmine à 2 739 mètres d'altitude.
Une via ferrata, la plus haute de France, permet d'atteindre le sommet.